# Paladino (Dungeons & Dragons)
Nel gioco di ruolo fantasy Dungeons & Dragons, il Paladino (Paladin nella versione originale in inglese) è una delle classi base. È definito come un combattente dall'animo nobile, eccezionalmente buono, che agisce in nome di un credo (generalmente ha fede in una divinità buona) e persegue i suoi ideali ad ogni costo, ligio alle regole che si impone. La sua divinità patrona, per consentire al proprio seguace di svolgere al meglio il suo compito, gli dona la capacità di manipolare la magia divina, ovvero la magia che ha una sorgente divina, ma molto limitatamente rispetto ad un Chierico; gli incantesimi del paladino sono mirati alla guarigione e alla cura delle malattie. Per contro, la sua abilità in combattimento eguaglia quella di un Guerriero. Il rispetto del proprio credo è il solo scopo della sua vita: se dovesse venir meno, compiendo ad esempio atti malvagi, perderebbe lo status di paladino. La vita del paladino è usualmente errante e solitaria (nel caso avesse bisogno di alleati, li cercherebbe fra i puri di cuore e mai fra i malvagi); va dove lo porta la sua missione divina. Si sposta generalmente su una cavalcatura speciale, particolarmente robusta, intelligente e leale, adatta a lunghe cavalcate e furibonde battaglie.
Possono esistere paladini sia di sesso maschile che di sesso femminile.
Il paladino diventa tale quando sente dentro di sé la "chiamata" di una divinità che lo presceglie come proprio servitore. Dopodiché, il paladino potrebbe decidere di svolgere la sua missione in solitudine o decidere di servire la chiesa della divinità o un ordine ad essa affiliato, e agire secondo i loro ordini.
Doni della divinità patrona
Il paladino è fondamentalmente un combattente ma, grazie alla divinità che serve, riceve molte capacità speciali utili nella svolgimento della sua sacra missione: oltre che essere immune alle malattie (anche magiche) e alla paura, può "sentire" la presenza del male, fare una imposizione delle mani per guarire ferite o malattie o danneggiare creature non-morte, può scacciare i non-morti e manipolare la magia divina.

## Lancio di un incantesimo divino
Il lancio di un incantesimo divino da parte di un paladino è solo il momento finale di un processo che inizia con la meditazione. Durante questa prima fase, il paladino, pregando intensamente, chiede alla propria divinità di concedergli l'incantesimo richiesto; se la divinità acconsente, l'incantesimo rimane memorizzato nella mente e lanciato parzialmente; nel momento del bisogno, il paladino terminerà il rito religioso e l'incantesimo preparato manifesterà i suoi effetti.
La Saggezza, così come il Carisma, è una caratteristica importante per i paladini perché, fra l'altro, determina il livello di incantesimo massimo a cui può accedere.
Preparazione
Per poter lanciare un incantesimo il paladino deve necessariamente, oltre che procurarsi gli eventuali componenti materiali, preparare in anticipo gli incantesimi scelti fra quelli che gli sono stati insegnati; per fare questo deve essere riposato (cioè aver fatto almeno 8 ore di riposo) e deve dedicare un po' di tempo (un'ora o meno) alla meditazione, senza che nulla interrompa la sua concentrazione. Generalmente, il momento in cui meditare dipende dalla divinità (per esempio, il dio del sole richiederà di meditare all'alba, mentre il dio delle stelle richiederà di meditare al tramonto). Il numero massimo di incantesimi giornalieri memorizzabili dipende dal livello del paladino e dal suo punteggio di Saggezza. Una volta che la fase di preparazione è terminata, l'incantesimo rimane memorizzato e pronto per essere lanciato nella mente del paladino finché questi non decide di lanciarlo completando il rituale divino.
Lancio
Per completare il lancio di un incantesimo, e quindi provocare gli effetti dello stesso, il paladino deve compiere una precisa sequenza di linguaggio verbale mistico (componente verbale) e gesti complicati (componente somatica), anche se non necessariamente entrambi, uniti, eventualmente, ad alcuni oggetti o sostanze (componente materiale, che viene consumata durante il lancio, componente focus , che rimane inalterata al termine del lancio o componente focus divina, ovvero un oggetto o un simbolo sacro). Per fare questo, il paladino deve essere concentrato; se qualcosa rompe la sua concentrazione, l'incantesimo è perduto. Una volta lanciato, l'incantesimo si cancella definitivamente dalla mente del paladino, che, per poterlo riutilizzare, deve meditare nuovamente.

## Evoluzione
- OD&D[3]: il Paladino è introdotto come sottoclasse del Guerriero nel supplemento Greyhawk e, di conseguenza, le razze che hanno accesso alla classe sono Umano, Nano ed Halfling. I requisiti sono avere un allineamento rigorosamente Legale e un punteggio minimo in Carisma di 17. Un paladino è capace di fare un'imposizione delle mani, cioè guarire un altro personaggio facendogli recuperare punti ferita persi o liberandolo da una malattia debilitante (formalmente è comunque il lancio di un incantesimo divino di guarigione o di cura malattie); oltre ad essere immune alle malattie, può disperdere gli effetti di incantesimi maligni, scacciare i non-morti (similmente ad un Chierico) e le creature magiche immonde semplicemente ordinandolo. Può percepire la presenza del male (anche se solo a distanza ravvicinata) e ha un bonus a tutti i TS. Con lo status di paladino, il guerriero riceve una speciale cavalcatura, particolarmente robusta e intelligente (se viene uccisa però deve attendere dieci anni prima di riceverne un'altra), ma ha anche l'obbligo di donare ai poveri o a istituti religiosi tutti i suoi tesori e le sue monete d'oro, tranne il minimo indispensabile per vivere degnamente, e ha l'obbligo di allearsi solo con avventurieri di allineamento Legale.
- AD&D1ed[4]: il Paladino è una sottoclasse del Guerriero accessibile solamente agli umani; l'allineamento obbligatorio è Legale Buono. Oltre ad essere necessario un punteggio minimo di 17 in Carisma, è necessario avere come minimo 9 in Intelligenza, 12 in Forza, 13 in Saggezza e 9 in Costituzione. La distanza a cui può "sentire" la presenza del male aumenta notevolmente e acquisisce la capacità speciale di aver permanentemente lanciato su di sé l'incantesimo Protezione dal male; ad alto livello riceve il dono di manipolare la magia divina come se fosse un Chierico (la capacità di imporre le mani rimane comunque).
- AD&D2ed[5]: è presente come classe base inserita nel gruppo dei Militari; ha quindi in comune con le altre classi del gruppo la tabella dei punti esperienza, il Dado Vita e la possibilità di utilizzare qualsiasi tipo di arma e di armatura. Rispetto ad AD&D1ed non è più necessario avere 9 come punteggio minimo di Intelligenza per accedere alla classe, ma le altre restrizioni nei punteggi di caratteristica, nelle razze e nell'allineamento rimangono inalterati. Non ha più il lancio permanente dell'incantesimo Protezione dal male, ma ha attorno a sé una aura di protezione che dà una penalità al tiro per colpire alle creature maligne che lo attaccano in corpo a corpo; gli incantesimi divini che può lanciare sono limitati a determinate sfere legate alle sue attività (combattimento, protezione, guarigione, ecc.).
- D&D3.0[6]: non ci sono requisiti riguardanti caratteristiche o razze, ma solo la necessità di avere un allineamento Legale Buono. Il Paladino è competente nelle armi semplici, da guerra, nell'uso dello scudo e in tutti i tipi di armatura. I privilegi di classe sono rimasti gli stessi, anche se le meccaniche sono aggiornate all'edizione del gioco: gli incantesimi divini che può lanciare devono essere selezionati da una lista apposita; può lanciare Individuazione del male con effetti doppi senza limitazione (sostituisce la capacità di "sentire" la presenza del male), può applicare il suo bonus di Carisma a tutti i TS. Inoltre, può imporre le mani, oltre che per guarire, anche per causare danni a creature non-morte, ha attorno a sé un'aura di coraggio che lo rende immune ad ogni tipo di paura (sostituisce l'aura di protezione) e può giornalmente sommare al tiro per colpire il suo bonus di Carisma infliggendo nello stesso attacco danni extra (privilegio di classe Punire il male).
- 'D&D3.5[7]: il paladino emana unaura di bontà (utile nell'uso dell'incantesimo Individuazione del male). Può ancora lanciare Individuazione del male senza limitazioni, ma gli effetti non sono più raddoppiati. Con l'aumento di livello, il privilegio di classe Punire il male può essere utilizzato più volte al giorno. La cavalcatura speciale diventa una vera e propria evocazione.
- D&D4ver[8]: nella scatola Companion è presente il Paladino come sottoclasse del Guerriero e come tale è esclusivamente una classe umana. L'allineamento obbligatorio è il Legale, ma non sono vi sono altri requisiti richiesti se non di essere un Guerriero di 9º livello (titolo: Signore). Le sue capacità sono solo quelle di rilevare la presenza del male, scacciare i non-morti e, ma solo con una Saggezza di 13 o più, lanciare incantesimi divini come un Chierico di livello inferiore.

## Ambientazioni

### Forgotten Realms
Nel Faerûn, il paladino non si discosta dal modello classico descritto nel Manuale del Giocatore; la tipologia di paladino però varia da regione a regione. La divinità del paladino non deve essere necessariamente di allineamento Legale Buono ma può essere parzialmente Neutrale o parzialmente Buono (ad esempio, può esistere un Paladino di Helm, divinità Legale Neutrale, o un Paladino di Sune, divinità Caotico Buona). Fra le personalità si ricorda Piergeiron, Paladino di Tyr.

## Altre informazioni
Titoli (mai tradotti in italiano) assegnati al Paladino in base al livello (AD&D 1ª edizione):
| Livello | Titolo               |
| ------- | -------------------- |
| 1       | Gallant              |
| 2       | Keeper               |
| 3       | Protector            |
| 4       | Defender             |
| 5       | Warder               |
| 6       | Guardian             |
| 7       | Chevalier            |
| 8       | Justiciar            |
| 9       | Paladin              |
| 10      | Paladin (10th level) |

## Classi di prestigio
Fra le classi di prestigio esiste la Guardia nera, un anti-paladino.